# Кашурников, Михаил Сергеевич
Михаил Сергеевич Кашурников (род. 11 января 1998) — российский спортсмен (спортивное и боевое самбо, рукопашный бой), заслуженный мастер спорта России (2024). В спортивном самбо становился победителем первенства России и мира 2018 года среди юниоров, победителем спартакиады России среди молодежи 2018 года, победителем первенства России среди молодёжи до 23 лет 2020 года. В боевой версии самбо является обладателем Кубков России (2021, 2023), обладатель Кубка мира (2024), двухкратным чемпионом России (2023,2025), и мира (2023,2024), чемпионом Европы 2024 года. В рукопашном бое становился победителем Кубка России в 2022 году, чемпионом Азии в 2022 году. Воспитанник спортивного клуба «Самбо-70». Выступает в тяжелой весовой категории (98+).

## Национальные соревнования

### Спортивное самбо
- Первенство мира по самбо U-20 2018 — ;
- Первенство России по самбо U-20 2018 — ;
- Спартакиада России среди молодежи U-20 2018 — ;
- Кубок России по самбо 2019 — ;
- Первенство России по самбо U-23 2020 — ;

### Боевое самбо
- Кубок России по самбо 2020 — ;
- Кубок России по самбо 2021 — ;
- Кубок России по самбо 2022 — ;
- Кубок России по самбо 2023 — ;
- Чемпионат России по самбо 2022 — ;
- Чемпионат России по самбо 2023 — ;
- Чемпионат России по самбо 2024 — ;
- Чемпионат России по самбо 2025 — ;

### Рукопашный бой
- Кубок России по рукопашному бою 2022 — [4];
- Чемпионат Азии по рукопашному бою 2022 — ;